# Edwin Lemare
Edwin Henry Lemare (9 septembre 1865 - 24 septembre 1934) est un organiste et compositeur anglais, surtout connu pour ses arrangements d'œuvres orchestrales à l'orgue.

## Biographie
Né à Ventnor, sur l'Île de Wight, il reçut sa première formation musicale de son père à l'église de la Sainte-Trinité. Il passa trois ans à l'Académie Royale de Musique à partir de 1876 et obtint en 1886 le F.R.C.O., diplôme décerné par le Collège Royal des Organistes (Royal College of Organists). Il devint en 1892 professeur d'orgue et examinateur pour l'Académie Royale.
Edwin Lemare gagna sa célébrité en donnant deux récitals par jour (plus d'une centaine au total) sur l'orgue Brindley & Foster lors de l'Exposition Internationale sur les Inventions de Londres en 1884.
Il quitta l'Angleterre en 1900 pour une série de concerts aux États-Unis, et y resta jusqu'à la fin de sa vie. Il effectua également des tournées dans toute l'Europe, en Australie, en Nouvelle-Zélande... Il mourut à Hollywood en Californie.

## Œuvres pour orgue

### Œuvres originales
- Allegretto
- Andante Cantabile op. 37
- Andantino (“Moonlight & Roses”)
- Arcadian Idyll op. 52
  - Serenade
  - Musette
  - Solitude
- Barcarolle
- Bell Scherzo op. 89
- Bénédiction Nuptiale op. 85
- Berceuse
- Cantique d’Amour op. 47
- Caprice Orientale op. 46
- Chanson d’Été in B flat
- Chant de Boneur (Op. 62)
- Chant sans paroles in D
- Cloches Sonores (Basso Ostinato) - Symphonic sketch (Op. 63)
- Communion “Peace” (Op. 68)
- Concert Fantasia in F
- Concertstück No 1 - In the form of a Polonaise (Op. 80)
- Concertstück No 2 - In form of a Tarantella (Op. 90)
- Contemplation in D minor (Op. 42)
- Elegy in G
- Evening Pastorale “The Curfew” (Op. 128)
- Fantaisie Fugue in G minor (Op. 48)
- Fantasie Dorienne in the form of variations (Op. 101)
- Gavotte Moderne in A flat
- Gavotte à la cour (Op. 84)
- Idyll in E flat
- Impromptu in A
- Intermezzo : Moonlight (Op. 83/2)
- Intermezzo in B flat (Op. 39)
- Irish Air from “County Derry” (arr. by)
- Madrigal in D flat
- Marche Héroïque (Op. 74)
- Marche Solennelle in E flat
- Meditation in D flat (Op. 38)
- Minuet Nuptiale (Op. 103)
- Nocturne in B minor (Op. 41)
- Pastorale No 2 in C
- Pastorale Poem (Op. 54)
- Pastorale in E
- Rêverie in E flat (Op. 20)
- Rhapsody in C minor (Op. 43)
- Romance in D flat
- Romance in D flat (No 2) (Op. 112)
- Salut d’Amour (Op. 127)
- Scherzo
- Second Andantino in D flat
- Sonata No 1 in F (Op. 95) (1: Maestoso; 2: Largo; 3: Scherzo; 4: Intermezzo; 5: Finale)
- Spring Song - From the South (Op. 56)
- Summer Sketches (1: Dawn; 2: The Bee; 3: The Cuckoo; 4: Twilight; 5: Evening) (Op. 73) Sunshine (Op. 83/1)
- Symphony No 1 in G minor (1: Allegro Moderato; 2: Adagio Cantabile; 3: Scherzo; 4: Finale) (Op. 35)
- Symphony No 2 in D minor (1: Maestoso con fuoco; 2: Adagio patetico; 3: Scherzo; 4: Allegro giusto) (Op. 50)
- Tears and Smiles (1: Tears; 2: Smiles) (Op. 133)
- Toccata di concerto
- Twilight Sketches (Op. 138) (1: Sundown; 2: The Glow-Worm; 3: The Fire Fly; 4: Dusk)